# Charing Cross
Název Charing Cross označuje čtvrť v centru Londýna v obvodu Westminster, velký prostor s křižovatkou šesti tras. Jsou to: východní strana náměstí Trafalgar Square vedoucí k náměstí sv. Martina a poté na Charing Cross Road; Strand; Northumberland Avenue; Whitehall; Mall vedoucí k Admirality Arch a Buckinghamskému paláci a dvě krátké cesty vedoucí k Pall Mall. Název čtvrti pochází z místa osady Charing, na němž král Eduard I. dal postavit kříž (cross) své zemřelé manželce Eleonoře Kastilské. Roku 1932 byl Charing Cross definován jako prostranství mezi velkou budovou Scotland Yardu a budovou White Hall.

## Etymologie
Název Charing Cross je složen ze staroanglického slova charing, znamenajícího říční meandr, a cross označující kříž, takže Charing Cross znamená kříž u ohybu řeky.

## Historie

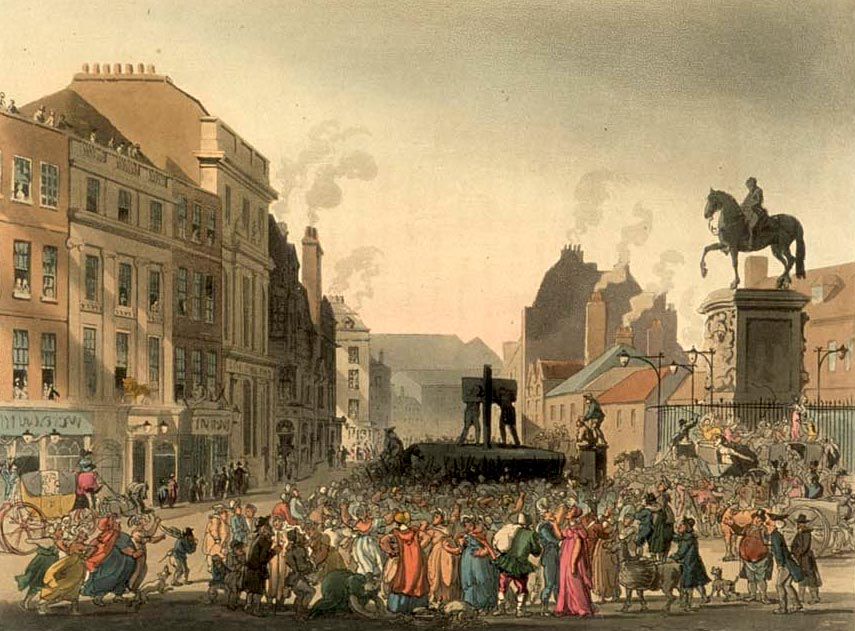
Pranýř a socha na rytině z roku 1807

- Osada byla jedním z dvanácti míst, na nichž roku 1290 spočinula přes noc rakev královny Eleonory Kastilské během pohřebního procesí z Lincolnshire do místa pohřbu ve Westminsterském opatství. Eduard dal na každém místě, kde se rakev zastavila, postavit Eleonoře kříž. Zde byl kříž odstraněn za občanské války roku 1647 rozhodnutím parlamentu, protože představoval symbol royalismu.
- Roku 1675 byla na místě kříže na konci ulice Whitehall, poblíž Admirality Arch, vztyčena bronzová jezdecká socha Karla I. od francouzského sochaře Huberta Le Sueura.
- Dále zde do poloviny 19. století stál pranýř s kládami, do kterých byli za hlavu vsazováni provinilci.
- Veřejné osvětlení křižovatky plynovými lampami bylo zavedeno po 31. prosinci 1813, kdy se poprvé rozsvítil Westminsterský most.

- Po křížích se dochovaly pouze tři památky. Jedna stojí u nádraží Charing Cross: je to osmiboká neogotická věž o výšce 21 metrů, s kaplí v přízemí, osmi sochami ve výklencích a s heraldickými znaky Anglie, Kastilie, Leónu a Ponthieu. Nejde o kopii, ale o volnou viktoriánskou napodobeninu z let 1864–1868, kterou navrhl architekt Edward Middleton Barry a která byla slavnostně odhalena při zahájení provozu nádraží.

## Central point
Od konce 18. století byla tato křižovatka zvolena za střed města, bod od kterého se dodnes měří všechny vzdálenosti (například na dopravních značkách). Plaketa na Charing Cross poblíž Trafalgarského náměstí označuje místo, od něhož se určují vzdálenosti uvnitř Londýna. Například v roce 1839 byl vymezen policejní obvod (Metropolitan Police District). Byl definován jako osady, které leží ve vzdálenosti do 15 mílí (24 km) od Charing Cross. Nejstarší vytyčení vzdáleností určoval tzv. London stone (Londýnský kámen), vápencový blok v ulici Cannon Street 111, který bývá datován do doby kolem roku 1100 nebo dokonce do římské kolonizace.

## Doprava

### Metro

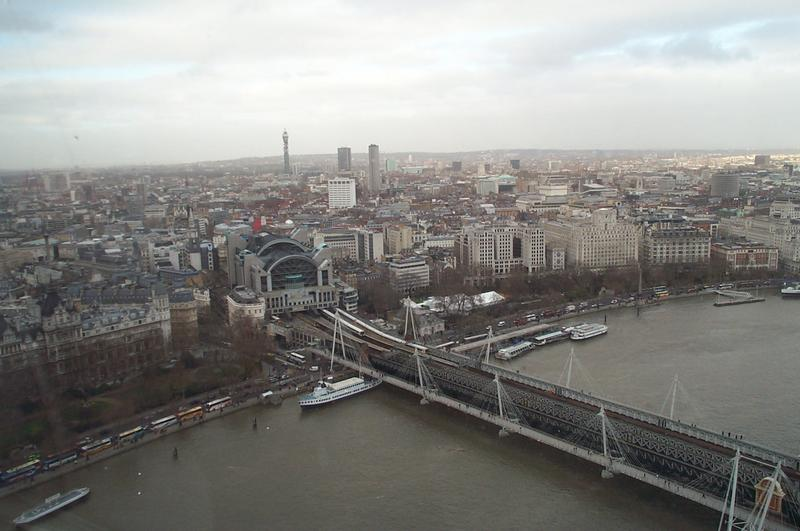
Nádraží Charing Cross, pohled z Londýnského oka

- Charing Cross
- Embankment
- Leicester Square
- Waterloo
- Westminster

### Železnice
- London Charing Cross
- London Waterloo
- London Waterloo East